# Hera (mission spatiale)
Pour les articles homonymes, voir Héra (homonymie).
Hera est une mission spatiale de l'Agence spatiale européenne (ESA) développée dans le cadre de son programme de défense planétaire. Le but principal de la sonde spatiale Hera, lancée le 7 octobre 2024, est de valider la méthode de l'impact cinétique pour dévier un éventuel objet céleste (astéroïde ou comète) circulant sur une trajectoire de collision avec la Terre. Pour remplir cet objectif Hera doit compléter la mission de l'impacteur Double Asteroid Redirection Test (DART), développé par la NASA et qui, le 27 septembre 2022, a volontairement percuté le satellite Dimorphos, le plus petit des objets formant l'astéroïde binaire (65803) Didymos. Hera est chargée de mesurer la taille et la morphologie du cratère formé par l'impact, ainsi que la quantité de mouvement transmis à l'astéroïde. Les données recueillies contribueront à évaluer l'efficacité de la méthode de déviation par impact cinétique.
La mission poursuit aussi des objectifs scientifiques, notamment en mesurant la composition chimique et les caractéristiques physiques (couche superficielle et structure interne) d'un astéroïde binaire. Elle effectuera également des démonstrations technologiques en évaluant les techniques de navigation autonome à proximité d'un petit corps (caractérisés par une faible gravité) ainsi que de déploiement et de communication avec des CubeSats dans l'espace interplanétaire. L'engin spatial devrait atteindre Didymos fin 2026, puis se placer en orbite autour de l'astéroïde et entamer le recueil des données pour une période initiale de 6 mois.
Hera est une sonde spatiale de 1 081 kilogrammes emportant plusieurs instruments (caméras, altimètre, spectromètre). Elle embarque deux nano-satellites de type CubeSat, Milani et Juventas, équipés eux-mêmes d'instruments. Le coût total de la mission de sa conception jusqu'à son achèvement est évalué en 2024 à 350 millions euros. Les principaux pays participant au projet sont l'Allemagne (la société OHB est le chef de file pour la conception, le développement, l'assemblage et les tests finaux), l'Italie, la Belgique et l'Espagne. Le responsable scientifique de cette mission est le Français Patrick MICHEL (CNRS, Laboratoire Lagrange).

## Contexte

### Menace des objets géocroiseurs
Les objets géocroiseurs sont des corps célestes (astéroïde, comète) dont l'orbite autour du Soleil coupe celle de la Terre et qui peuvent donc, dans un délai plus ou moins lointain, percuter notre planète. Cet impact potentiel provoque des dégâts qui dépendent de leur taille, de leur densité, de leur vitesse, de l'incidence de leur trajectoire et de la zone terrestre frappée. La probabilité d'un impact d'astéroïde de taille importante sur la Terre est basse mais ses conséquences sur la société peuvent être particulièrement graves.
Les objets géocroiseurs, qui frappent régulièrement la Terre, ont un diamètre inférieur à 30 mètres et ont une probabilité faible de provoquer une catastrophe. Au-delà d'un diamètre de 30 mètres, l'impact d'un objet géocroiseur peut aller de l'anéantissement d'une ville à celui de la civilisation humaine (objet de plus de 1 000 mètres de diamètre). L'impact d'un objet géocroiseur présentant une menace grave est statistiquement rare (la fréquence d'impact d'un objet de plus de 1 000 mètres est d'environ 1 tous les 500 000 ans).

### Prise de conscience du pouvoir politique
Depuis qu'il est identifié de manière scientifique, le risque constitué par les objets géocroiseurs est négligé par la société, car une collision avec la Terre d'un astéroïde de taille conséquente est perçue comme un phénomène très rare. Cette attitude vis-à-vis de cette menace est en partie modifiée, en particulier aux États-Unis, lorsque entre le 16 et le 22 juillet 1994 les fragments de la comète Shoemaker-Levy 9 s'écrasent de manière spectaculaire sur la planète géante Jupiter. Un impact du même ordre de grandeur sur la Terre aurait eu des conséquences planétaires aux effets similaires à ceux ayant conduit à l'extinction des dinosaures. La menace est désormais tangible et contemporaine. Les États-Unis la prennent les premiers en compte et développent des mesures relevant de ce qui sera baptisé par la suite la défense planétaire (planetary defense).

### Programme de recensement des objets géocroiseurs
Le Congrès des États-Unis, sensibilisé par l'impact de la comète Shoemaker-Levy 9 sur la planète géante Jupiter et conseillé par plusieurs scientifiques, dont Eugene Shoemaker, prend en 1998 une première mesure destinée à évaluer la menace. Il inscrit dans les objectifs de l'agence spatiale américaine (la NASA) la détection de 90 % des objets géocroiseurs ayant plus d'un kilomètre de diamètre. La NASA dispose de dix ans pour les recenser et déterminer leurs trajectoires et leurs principales caractéristiques. En 2005, le Congrès élargit la mission de la NASA en l'étendant aux objets géocroiseurs de plus de 140 mètres de diamètre. La NASA dispose de 15 ans pour atteindre ce but (soit jusqu'à 2020), mais le budget accordé par le Congrès est insuffisant pour réaliser cet objectif dans le délai imparti,. Au cours des années suivantes, la NASA finance plusieurs programmes de détection par des télescopes terrestres (Catalina Sky Survey, Pan-STARRS, LSST...) et spatiaux (NEOWISE) ayant pour objectif d'effectuer ce recensement indispensable pour évaluer la menace et la prévenir. Pour les géocroiseurs d'un diamètre supérieur à un kilomètre, le but est atteint, mais, pour ceux plus petits, l'objectif calendaire prend beaucoup de retard. En 2019, seuls 1,6 % des géocroiseurs d'une taille supérieure à 30 mètres (16 000 sur un nombre estimé à environ un million) et 31 % des géocroiseurs de plus de 140 mètres de diamètre (environ 5 000 sur 16 000) ont été identifiés. Un télescope spatial destiné à ce recensement, NEO Surveyor, doit être lancé en 2026.
Courant 2024 aucun des astéroïdes identifiés et dont l'orbite est connue ne présente une menace pour la Terre. La menace viendra donc d'astéroïdes qui n'ont pas encore été découverts.

### Éviter la collision d'un objet céleste avec la Terre
Il n'existe au début de la décennie 2020 aucune méthode opérationnelle permettant de détourner un objet géocroiseur qui menacerait d'entrer en collision avec la Terre. Plusieurs techniques sont envisagées, mais elles nécessitent d'être testées. Généralement il s'agit de modifier légèrement l'orbite de l'objet géocroiseur en appliquant une poussée sur le corps céleste de manière que celui-ci évite la Terre. Si la poussée est ponctuelle, il faut appliquer celle-ci lorsque le corps se trouve près de son aphélie (apogée). On peut également choisir d'exercer une poussée plus faible mais continue. Plus on anticipe la correction de la trajectoire, moins celle-ci a besoin d'être importante. Pour éviter un impact avec la Terre, il faut donc recenser le plus tôt possible l'ensemble des objets géocroiseurs susceptibles de menacer la Terre et estimer avec une très grande précision leurs trajectoires pour les décennies à venir. La deuxième condition de réussite est de pouvoir mettre sur pied une mission spatiale permettant de détourner la menace avec une probabilité de succès très élevée. Les principales méthodes de modification de trajectoire sont les suivantes :
- la première méthode de déviation, déjà mise en œuvre dans un objectif tout autre par la sonde spatiale Deep Impact de la NASA, consiste à lancer un engin spatial contre le géocroiseur. La vitesse de l'astéroïde est modifiée du fait de la loi de la conservation de la quantité de mouvement :

M1 x V1 + M2 x V2 = (M1 + M2) x V3
avec M1 masse de l'engin spatial, M2 masse de l'astéroïde, V1 vitesse de l'engin spatial, V3 vitesse de l'astéroïde après l'impact, M1 et M2 masse respective de l'engin spatial et de l'astéroïde. Les vitesses sont des vecteurs ;
- une autre méthode consiste à provoquer une explosion nucléaire destinée à fragmenter l'astéroïde. Cette solution est techniquement réalisable, mais ses effets sont incontrôlables et son efficacité reste à démontrer. Ce serait une solution à envisager en dernier recours[7] ;
- une méthode plus efficace consisterait à faire exploser une charge nucléaire à la surface ou à faible distance du géocroiseur de manière à lui transmettre une impulsion sans le fragmenter ;
- le tracteur gravitationnel est une méthode qui utilise l'attraction gravitationnelle mutuelle entre le géocroiseur et un engin spatial ;
- l'utilisation de l'effet Yarkovsky, qui est une force produite par l'écart entre l'absorption solaire et l'émission thermique par rayonnement. Cette force, qui contribue en permanence à façonner l'orbite du géocroiseur, peut être modifiée, par exemple en interposant un écran entre le Soleil et l'astéroïde ou en modifiant l'albédo de celui-ci (par exemple en déposant un revêtement noir ou blanc sur sa surface). L'intensité de cette force est très faible, mais elle peut avec le temps permettre d'obtenir la déviation souhaitée. Cette solution est complexe à mettre en œuvre lors d'une mission spatiale.

### Don Quichotte première proposition d'impacteur (2005-2007)
L'Agence spatiale européenne (ESA) est la première à se lancer dans l'élaboration d'une mission expérimentale visant à évaluer une méthode de déviation d'un objet géocroiseur. En 2005–2007, suivant les recommandations de son comité NEOMAP (Near-Earth Mission Advisory Panel, soit en français Groupe conseil sur les missions spatiales consacrées aux risques d'impact) constitué de 6 experts européens (Willy Benz, Alan Fitzsimmons, Simon F. Green (en), Alan W. Harris, Patrick Michel, Giovanni Valsecchi), elle définit les spécifications de la mission Don Quichotte dont l'objectif est de démontrer qu'il est possible de dévier un astéroïde en utilisant l'énergie cinétique fournie par un impacteur. Le programme ne se concrétise pas pour des raisons de coût et d'absence de programme dédié. Mais la nécessité d'effectuer un tel test est demeurée et les concepts de Don Quichotte ont servi de référence dans de nombreux rapports consacrés à la défense planétaire,.

### Rôle de l'Union européenne
À compter de 2012, l'Union européenne s'implique dans la défense planétaire et finance quatre études portant sur celle-ci pour un montant total d'environ 16 millions d'euros au cours de la décennie. Leur objectif est de mettre au point les différents aspects d'un système assurant la protection de la Terre contre un impact d'un astéroïde géocroiseur : détection, faisabilité du processus de déviation, modélisation de l'impact, guidage de l'impacteur, méthodes d'observations depuis la Terre, etc. Ces quatre études sont :
- NEOShield (de), littéralement en français « bouclier contre les géocroiseurs » (2012–2015), piloté par l'Agence spatiale allemande (DLR)[11] ;
- NEOShield 2 (de) (2015–2018), pilotée par l'établissement allemand d'Airbus Defence and Space (ADS)[12] ;
- NEO-MAPP (2020–2023), pilotée par le Centre National pour la Recherche Scientifique français (CNRS)[13] ;
- NEOROCKS (2020–2023), pilotée par l'Institut national d'astrophysique italien (INAF)[14].

## Historique du projet

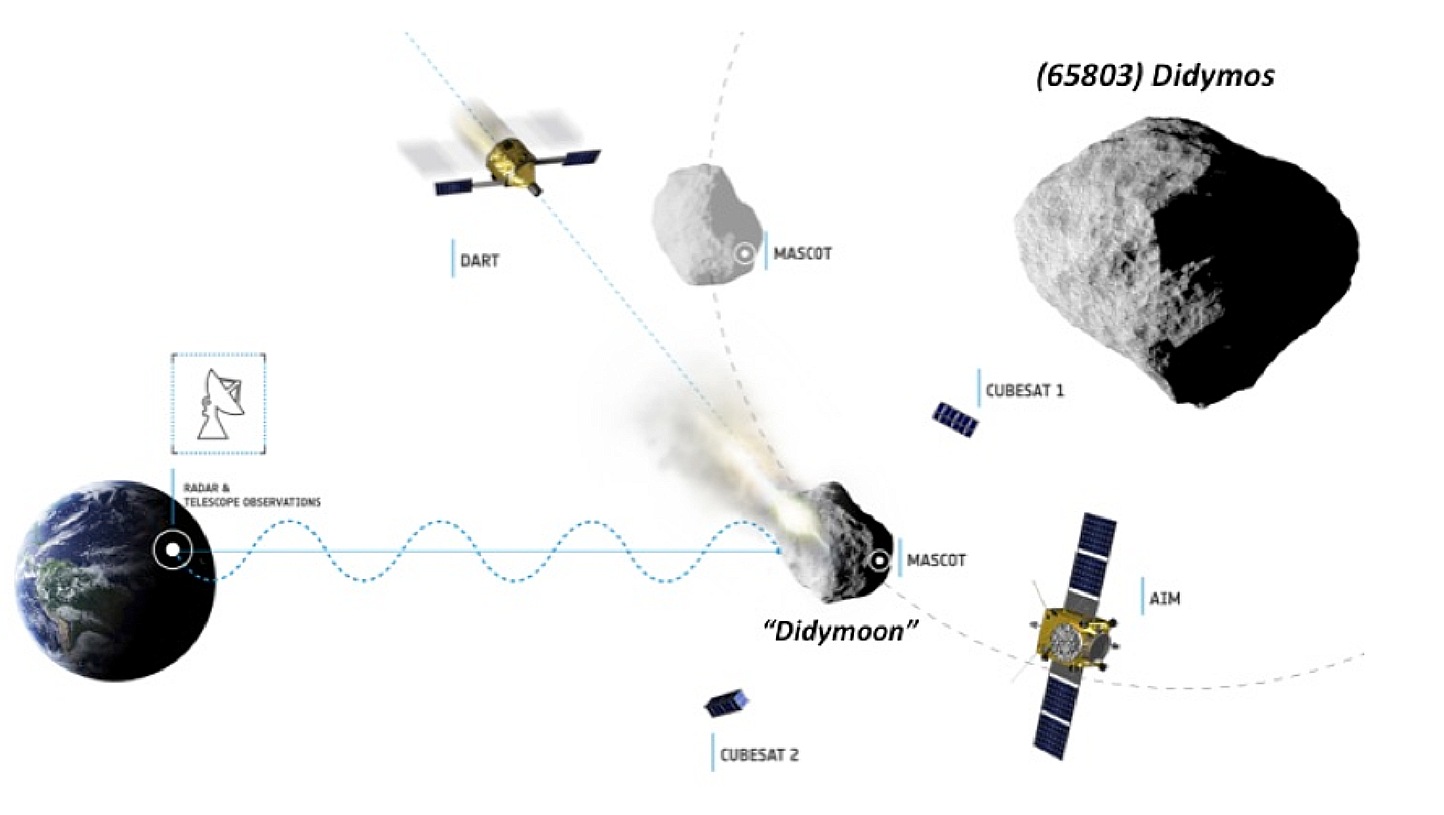
AIDA, concept des missions.

### AIDA un projet conjoint avec la NASA

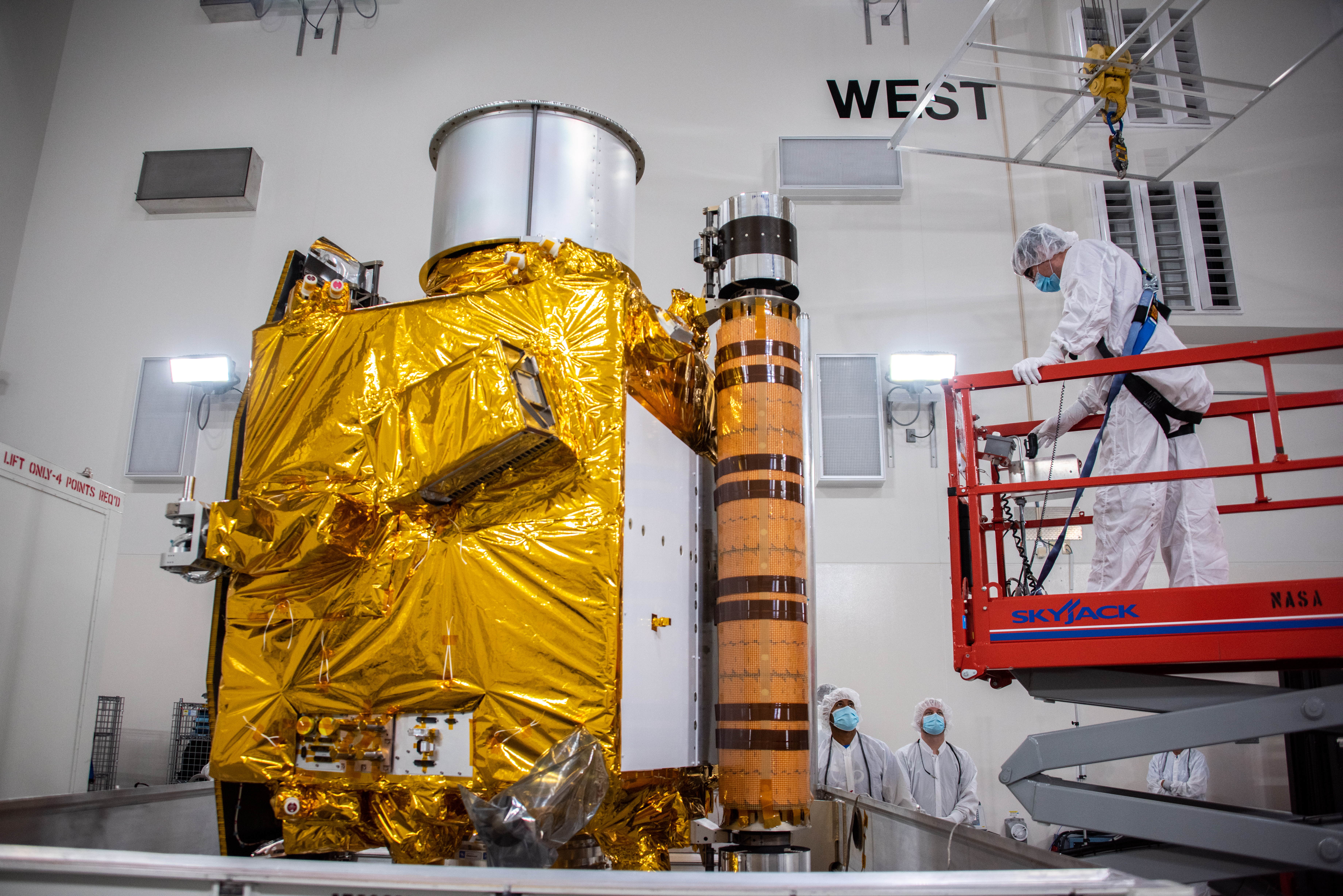
La sonde spatiale Double Asteroid Redirection Test (DART) de la NASA peu avant son lancement.

AIDA est le premier programme opérationnel ayant pour objectif de tester une méthode de déviation d'un astéroïde géocroiseur. Il est mis sur pied en 2013 par des scientifiques soutenus conjointement par l'agence spatiale américaine, la NASA, et l'Agence spatiale européenne (ESA). Son objectif est de tester le recours à un engin de type impacteur pour dévier un astéroïde qui serait susceptible de frapper la Terre. Ce programme prévoit le lancement à destination de l'astéroïde binaire (65803) Didymos de deux engins spatiaux : l'impacteur DART développé par la NASA chargé de s'écraser à grande vitesse sur le plus petit des deux astéroïdes et l'orbiteur AIM développé par l'ESA qui doit mesurer les effets de l'impact. Après une phase d'évaluation par les deux agences spatiales, l'agence spatiale européenne décide fin 2016 de renoncer à son développement, faute d'obtenir un soutien financier suffisant des états membres,. La NASA, de son côté, décide de poursuivre le développement de DART. Dans ce nouveau contexte, des observatoires terrestres sont chargés de reprendre partiellement le rôle de AIM (Asteroid Impact Mission). Le projet DART évoluera par la suite en incorporant le nano-satellite LICIACube, largué avant l'impact et chargé de prendre et de retransmettre les 100 premières secondes de celui-ci.

### Réactivation du projet européen

Écusson officiel de la mission Hera de l'Agence spatiale européenne (ESA)

En 2017, à la demande de plusieurs pays membres de l'Agence spatiale européenne, celle-ci reprend les études d'un remplaçant pour AIM qui est nommé Hera (du nom de la déesse grecque du mariage Héra). Hera doit remplir tous les objectifs assignés à AIM, mais en optimisant au maximum tous les composants de la mission. Hera serait lancée en octobre 2024 et étudierait les effets de l'impact de DART sur Dimorphos, le satellite de Didymos, quatre ans après que celui-ci se soit produit. La mission Hera est approuvée par le conseil ministériel de l'ESA en novembre 2019. En septembre 2020 l'agence spatiale européenne confie la construction de l'engin spatial à un consortium d'entreprises menés par OHB, dans le cadre d'un contrat de 129,4 millions euros. Elle formalise l'équipe scientifique de la mission, constituée d'un investigateur principal, d'un conseil scientifique, de quatre groupes de travail couvrant tous les aspects de la mission et des responsables scientifiques des instruments.
Le coût total de la mission, de sa conception jusqu'à son achèvement, est évalué en 2024 à 350 millions euros. Les principaux pays participants au projet sont l'Allemagne (la société OHB est le chef de file pour la conception, le développement, l'assemblage et les tests finaux), l'Italie, la Belgique et l'Espagne.

### Résultats de la missionDARTde la NASA

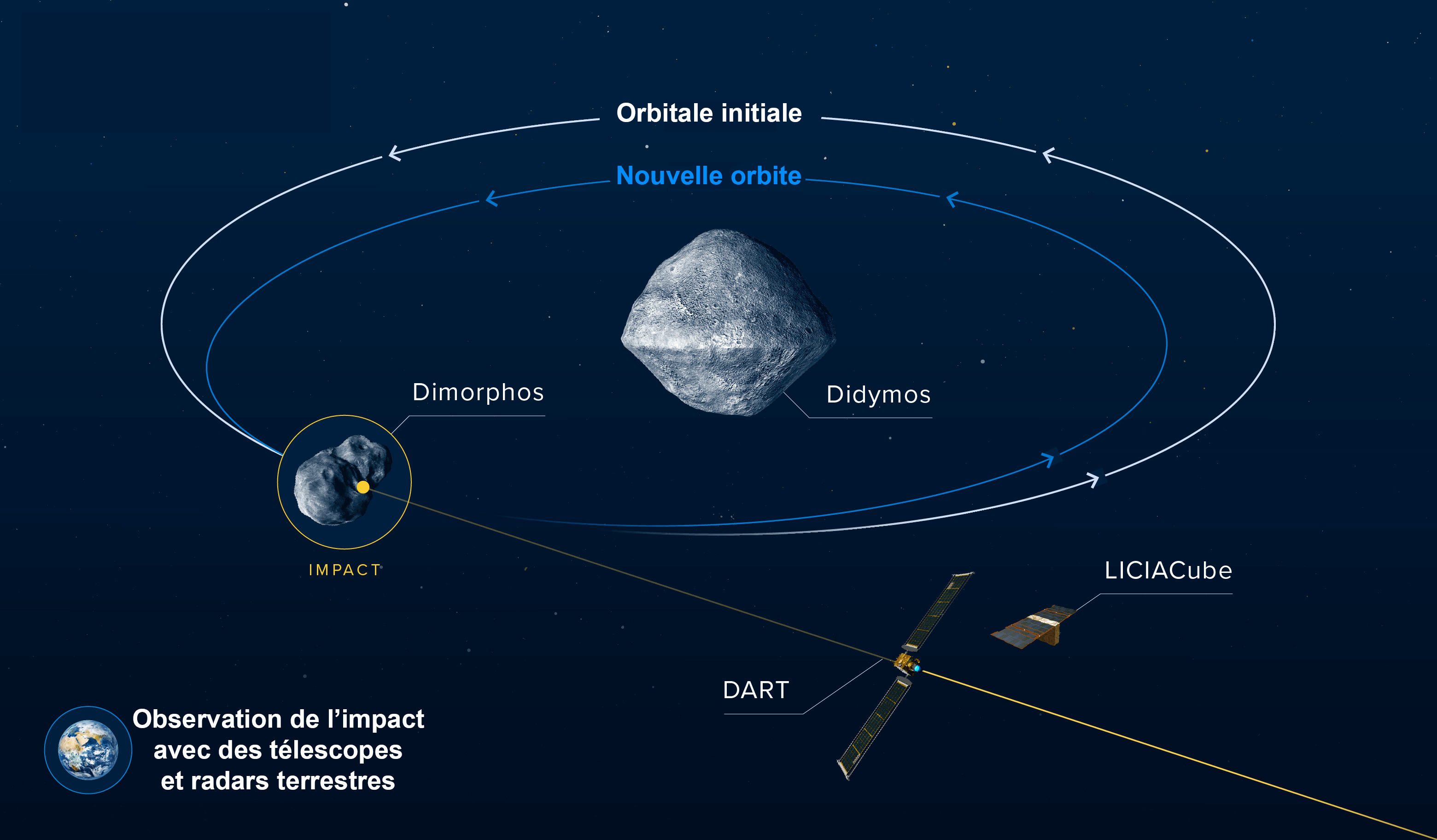
Déroulement de l'impact de l'engin spatial DART le 26 septembre 2022.

L'objectif principal de la mission Hera est d'évaluer la méthode de déviation d'un astéroïde par un impacteur mise en œuvre par la mission américaine DART. Cet engin spatial développé par la NASA et lancée dans l'espace le 24 novembre 2021 a atteint l'astéroïde binaire (65803) Didymos le 26 septembre 2022. L'engin spatial d'une masse de 600 kilogrammes a été dirigé à son arrivée vers la surface du petit astéroïde Dimorphos et s'y est écrasé à une vitesse d'environ 6,1 kilomètres par seconde, creusant un cratère de grande taille et soulevant une énorme quantité de matériaux à une altitude atteignant 10 000 kilomètres, dont 37 gros rochers. Les mesures effectuées par des observatoires astronomiques terrestres indiquent que la période orbitale de Dimorphos autour de Dydimos a été diminuée de 33 minutes (passant de 11 h 55 min 17,3 s à 11 h 22 min 16 s), ce qui correspond à la fourchette haute des valeurs prévues. Compte tenu de la structure de l'astéroïde (empilement de roches) découverte sur les dernières photos prises avant l'impact, il était attendu que l'impact ait peu d'effet sur la période orbitale. L'hypothèse émise pour expliquer la valeur relativement importante de la déviation est que les jets de matière, qui ont été observés, ont joué un rôle central dans ce résultat. Comme dans le cas des gaz éjectés par une fusée, ils auraient modifié la vitesse de l'astéroïde par conservation de la quantité de mouvement. Si la mission est un succès, elle ne signifie pas pour autant que la Terre dispose d'une méthode imparable pour détourner un astéroïde menaçant de s'écraser sur la Terre, mais elle permet d'esquisser le développement d'un système de défense planétaire reposant sur des intercepteurs cinétiques,.

## Objectifs de la mission

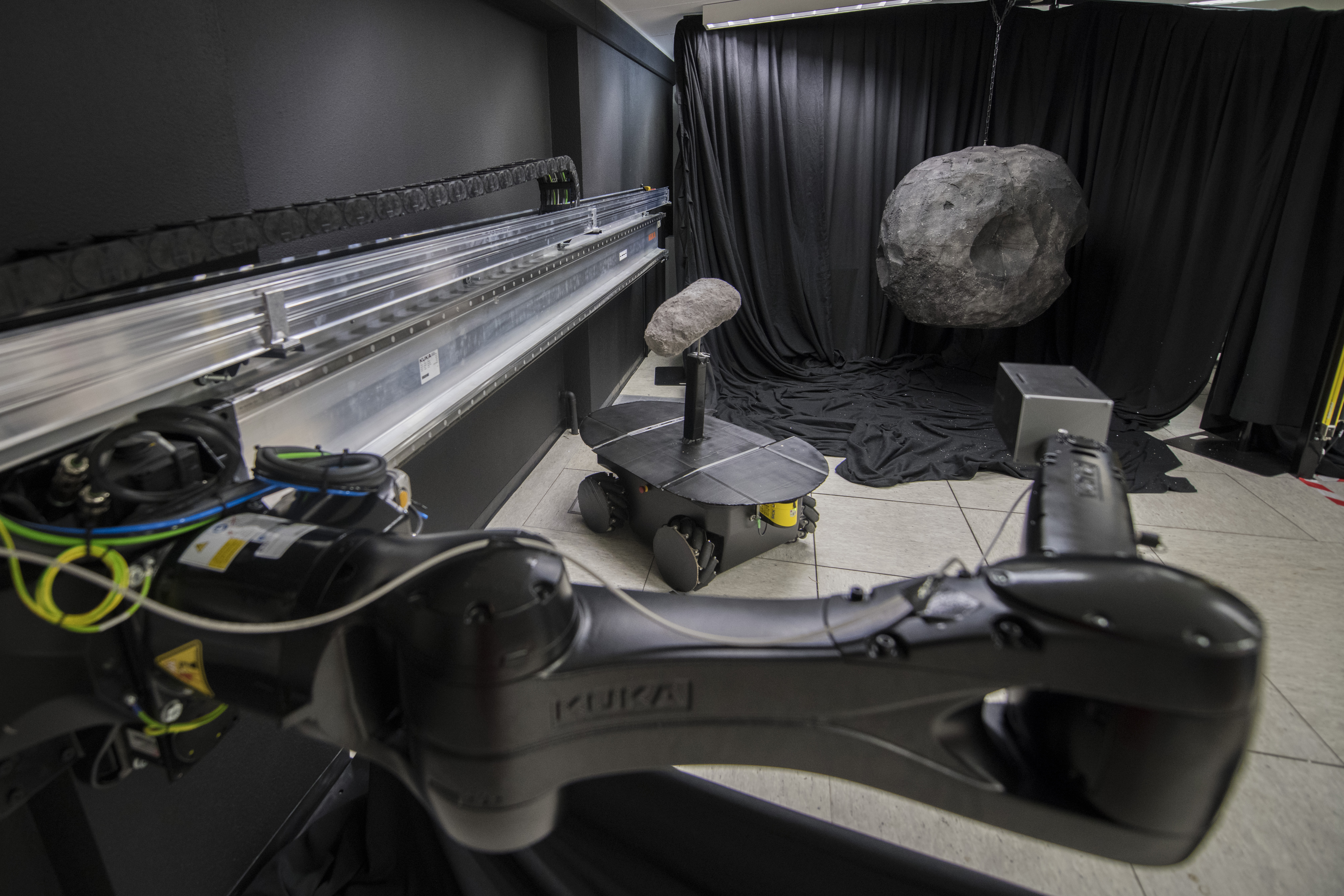
Test à l'Agence spatiale européenne d'un logiciel de navigation exploitant des images fournies par une caméra pour définir la trajectoire au sein du système d'astéroïde binaire que doit explorer Hera.

### Évaluation de la méthode de déviation par impact cinétique
L'objectif principal de la mission Hera est d'évaluer la méthode de l'impacteur cinétique pour dévier un objet géocroiseur qui menacerait de s'écraser sur la Terre. Cette méthode consiste à modifier la trajectoire de l'astéroïde en lançant un engin spatial à une vitesse relative de quelques kilomètres par seconde. De toutes les méthodes c'est celle qui est la plus mature, car elle repose sur l'utilisation des technologies d'engin spatial disponibles et peu coûteuses. Pour remplir cet objectif Hera doit étudier in situ les résultats obtenus par l'impacteur DART qui est venu percuter le 26 septembre 2022 l'astéroïde Dimorphos. Les objectifs détaillés sont, :
- d'effectuer des mesures brutes comme la taille du cratère creusé par l'impact (25 ou 50 mètres ou ...), la déformation de l'astéroïde provoquée par l'impact, la masse de Dimorphos et la structure interne ;
- d'évaluer dans quelle mesure le transfert de la quantité de mouvement dépend de la densité, de la porosité et des caractéristiques de la surface et de la structure interne de l'astéroïde ;
- d'estimer quelle proportion de l'énergie cinétique est transférée dans la fragmentation et la restructuration de l'astéroïde ou dans l'énergie cinétique des matériaux éjectés.

### Étude d'un astéroïde binaire
Hera a également des objectifs scientifiques. Il doit analyser les caractéristiques des deux astéroïdes : caractéristiques de la surface, porosité interne et structure interne. En particulier, Hera sera la première mission à mesurer la structure de sous-surface et interne d'un astéroïde. Pour cela, elle utilisera le radar basse fréquence JuRA à bord du Cubesat Juventas (voir ci-après). L'ensemble de la lune, Dimorphos, sera cartographié avec une résolution spatiale de quelques mètres et le voisinage de l'impact avec une résolution de dix centimètres. La masse de la lune de Didymos sera estimée avec grande précision, permettant une estimation directe de l'efficacité du transfert de la quantité de mouvement consécutif à l'impact de DART.

### Technologies spatiales
La mission comprend également plusieurs objectifs technologiques. Le plus important est la réalisation d'un logiciel de guidage qui en utilisant les données de plusieurs capteurs permettra de reconstituer l'espace alentour et ainsi de définir de manière autonome une trajectoire sans danger autour de l'astéroïde. Hera embarque également deux CubeSats qui seront largués une fois l'astéroïde atteint. Le premier, Milani, a pour mission de récolter des données spectrales de la surface des deux astéroïdes (composition de la surface) et d'identifier la présence de poussières dans l’espace environnant. Le deuxième, Juventas, doit effectuer des mesures de structure interne et de sous-surface, contribuer à la détermination du champ de gravité et donner des informations sur la réponse mécanique de la surface en se posant sur Dimorphos.

### Caractéristiques de l'astéroïde binaire Didymos
Didymos est un astéroïde géocroiseur de type Apollon qui boucle une orbite complète autour du Soleil en 770 jours. Son orbite très elliptique s'étend largement au-delà de Mars (2,27 unités astronomiques) et, lorsqu'il est au plus près du Soleil, il recoupe l'orbite terrestre à son apogée : sa distance au Soleil est alors de 1,013 3 au contre 1,016 17 au pour la Terre. Il est composé d'un corps primaire de 780 mètres de diamètre dont la période de rotation est de 2,26 heures. Les images radar ont permis de déterminer que sa forme était celle d'une toupie, avec un renflement marqué au niveau de l'équateur. Le corps secondaire nommé Dimorphos a un diamètre de 160 mètres. Il orbite autour de Didymos à une distance de 1,18 km, avec une période de 11,92 heures (vitesse de 17 centimètres par seconde) avant l’impact. Sa vitesse de rotation est sans doute identique à la durée de sa période orbitale autour de Didymos, ce qui le maintient toujours tourné vers le corps parent. Le petit astéroïde est de forme légèrement allongée, avec l'axe long pointé vers Didymos,,.

Photos de Dimorphos prises par la mission DART de la NASA.
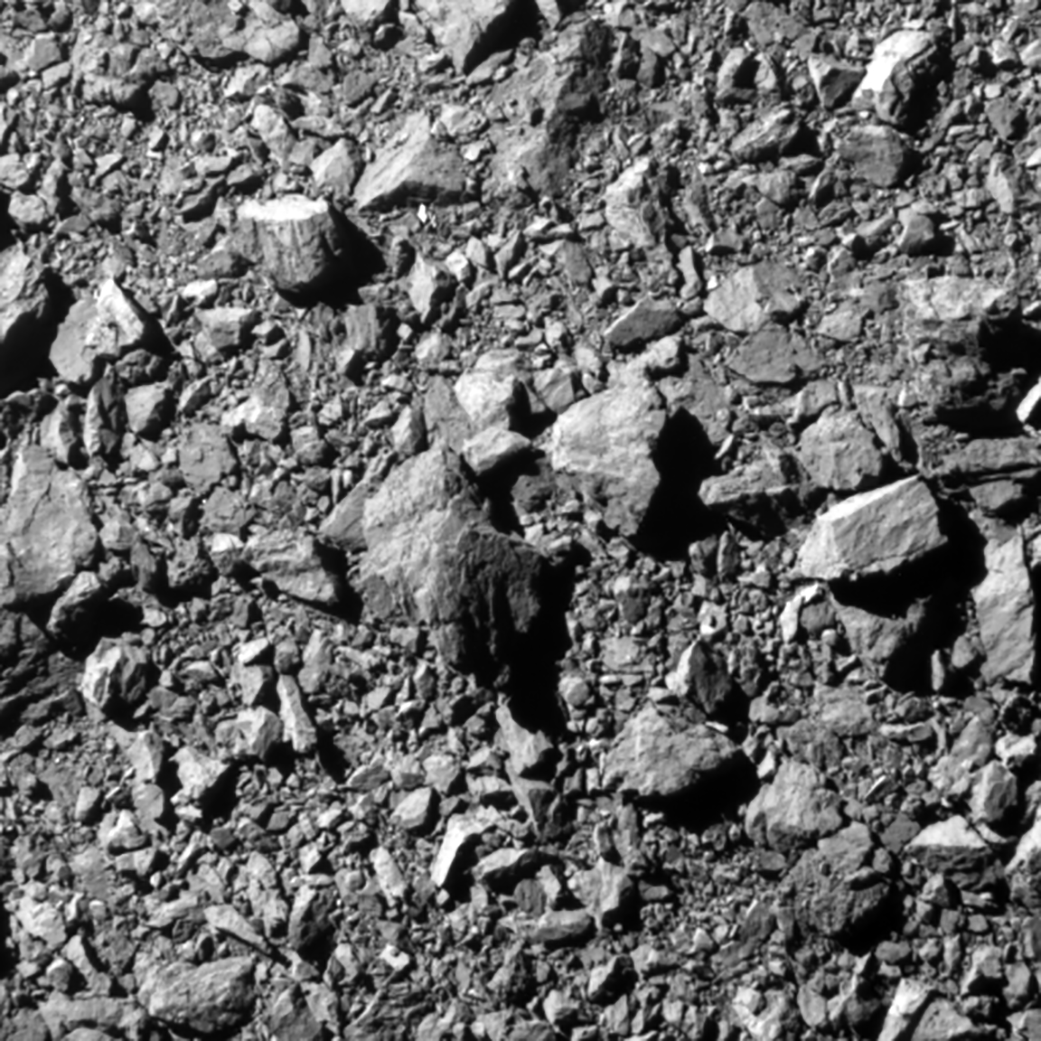
Avant dernière image avant l'impact.
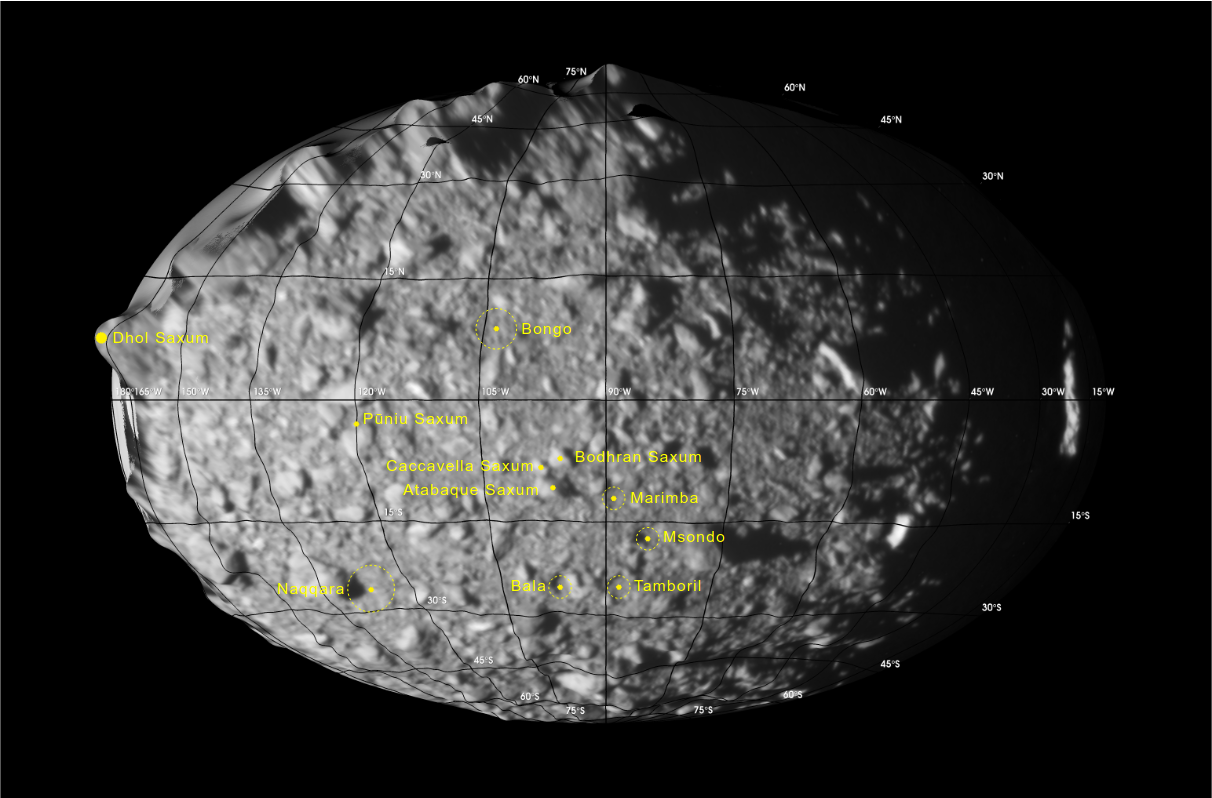
Image composite de la surface.

## Déroulement prévisionnel de la mission

Trajectoire de Hera depuis son lancement vers la Terre :
Hera
Soleil
Didymos
Mars
Terre.

- Hera
- Soleil
- Didymos
- Mars
- Terre

### Lancement et transit entre la Terre et Didymos

#### Lancement

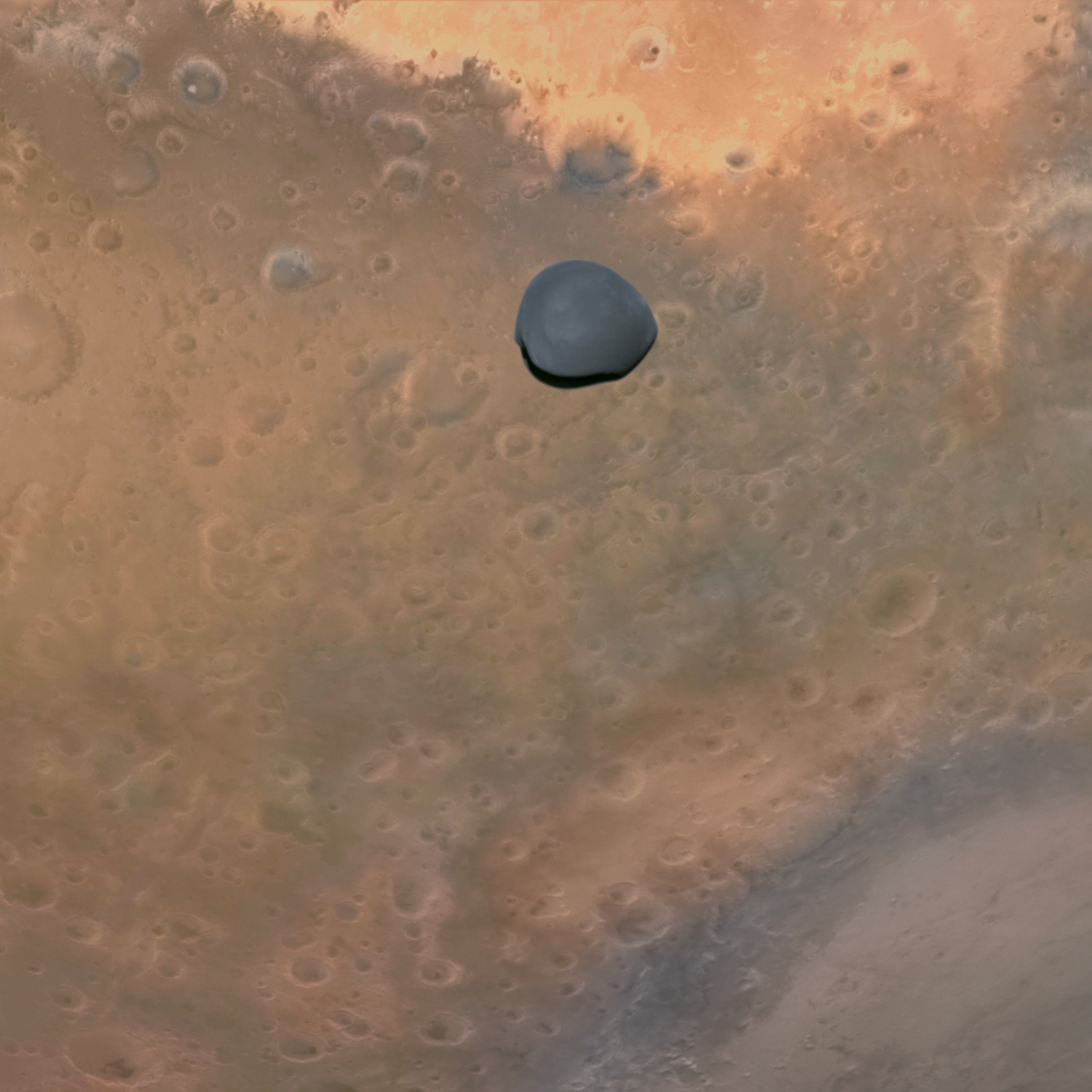
Hera observe Mars, en arrière plan, et sa seconde lune Déimos, au premier plan, au mois de mars 2025.

La sonde spatiale Hera est lancée le 7 octobre 2024 par une fusée Falcon 9 de la société SpaceX qui décolle depuis Cape Canaveral (États-Unis). Le lanceur spatiale est mis en œuvre dans une version non réutilisable (donc plus puissante), car elle communique à Hera une vitesse excédant de 5,9 km/s la vitesse de libération (11,2 km/s) de la Terre (valeur record à ce jour pour une mission interplanétaire lancée par un lanceur Falcon 9). La sonde spatiale circule initialement sur une orbite héliocentrique de 2,27 × 1,01 unités astronomiques avec une inclinaison orbitale de 2,3 degrés et une apoapside (aphélie) située entre les planètes Mars et Jupiter.

#### Passage à proximité de Mars pour une accélération
Après une première correction de trajectoire qui a lieu deux à trois semaines après le lancement, la sonde spatiale passera en mars 2025 à 6 000 kilomètres de la planète Mars pour effectuer une manœuvre d'assistance gravitationnelle permettant d'optimiser sa trajectoire. Durant ce survol elle passera à environ 1 000 kilomètres de la lune martienne Déimos et utilisera certains de ses instruments pour collecter des données sur ces deux corps célestes. Une deuxième correction de trajectoire sera effectuée en janvier 2026. Durant son transit final, le survol d'un astéroïde pourrait avoir lieu si l'équipe au sol identifie un tel objet à portée de Hera,.

#### Phase d'approche de l'objectif final Didymos
Hera doit atteindre l'astéroïde binaire Didymos en décembre 2026, deux ans après son lancement, quatre ans après l'impact de DART sur l'astéroïde Dimorphos. La sonde spatiale doit calquer sa trajectoire sur celle de Didymos à l'issue de cinq manœuvres exécutées entre le 14 décembre et début février. Le champ gravitationnel de l'astéroïde est trop faible pour que la sonde spatiale puisse se placer en orbite autour de celui-ci. L'engin spatial applique la technique mise au point pour la sonde spatiale Rosetta : il décrit des arcs hyperboliques autour du barycentre du système binaire avec une vitesse relative de 12 centimètres par seconde en utilisant régulièrement sa propulsion. Hera entame en février ses investigations, qui devraient durer six mois, mais qui pourraient être prolongées au-delà de cette période,,,.

### Phase de recueil des données
Une fois en orbite autour de Dydomis, Hera, qui est la première mission à effectuer un rendez-vous avec un astéroïde binaire, entamera la phase opérationnelle de la mission qui comprend cinq étapes.

#### Premières investigations
Les premières investigations débutent après l'insertion en orbite et durent environ 6 semaines. La trajectoire de la sonde spatiale décrit des arcs hyperboliques à une distance comprise entre 20 et 30 kilomètres du système binaire. Chaque semaine sa trajectoire enchaîne un arc hyperbolique court de trois jours et un arc long de quatre jours. Ses investigations portent sur la forme générale des astéroïdes, leur masse et leur champ gravitationnel ainsi que sur leurs propriétés thermiques et dynamiques. Les données recueillies permettent également de déterminer les régions qui seront étudiées par des survols à faible altitude.

#### Déploiement des deux nano-satellites
Au cours de la deuxième phase, d'une durée de deux semaines, Hera déploie les deux CubeSats Juventas et Milani et sert de support pour les premières opérations menées par ceux-ci. L'engin spatial reste sur la même orbite que dans la phase précédente. Les deux CubeSats sont utilisés pour réaliser des mesures plus précises grâce à une altitude moins élevée que leur vaisseau-mère. Le risque encouru est compensé par leur faible coût de développement. Juventus, qui emporte un radar, doit effectuer la première analyse de la structure interne d'un astéroïde à l'aide de ce type d'instrument. De son côté, le CubeSat Milani doit effectuer des mesures spectrales de la surface de Dimorphos ainsi qu'une analyse de la poussière en suspension autour de cet astéroïde.

#### Caractérisation détaillée
Durant la phase de caractérisation détaillée d'une durée de quatre semaines, la trajectoire de la sonde spatiale décrit des arcs hyperboliques répétés chaque semaine comme dans la première phase mais à une distance plus faible des astéroïdes (8 à 20 kilomètres). Il détermine sa trajectoire de manière semi-autonome. Durant cette phase il cartographie la surface des astéroïdes avec une résolution spatiale de l'ordre du mètre et détermine leur spectre thermique ainsi que leurs caractéristiques internes.

#### Observations à faible altitude
Au cours de la phase d'observation à faible d'altitude d'une durée de 6 semaines, la sonde spatiale abaisse son altitude à quatre kilomètres. Sa trajectoire est désormais définie de manière complètement autonome et repose notamment sur l'altimètre laser PALT. Deux survols à basse altitude sont effectués permettant d'obtenir des données à très haute résolution spatiale d'une large fraction de la surface de Dimorphos, y compris la région du cratère creusé par DART.

#### Phase expérimentale
Les phases précédentes ont permis de remplir tous les objectifs assignés à la mission. La phase expérimentale a pour objectif de tester des techniques de navigation innovantes comprenant des survols à très basse altitude (un kilomètre ou moins) qui permettront d'obtenir des données morphologiques, spectrométriques et thermiques avec une résolution spatiale de l'ordre du décimètre pour des zones sélectionnées dont le cratère d'impact créé par DART. Cette phase s'achèvera avec l'atterrissage de Hera à la surface de Didymos, fournissant de nouvelles données à très  haute résolution. Les Cubesats Milani et Juventas de leur côté atterriront sur la surface Dimorphos.

## Caractéristiques techniques de la sonde spatiale
La mission Hera comprend le satellite principal éponyme et deux nano-satellites embarqués, Juventas et Milani, de type CubeSat.

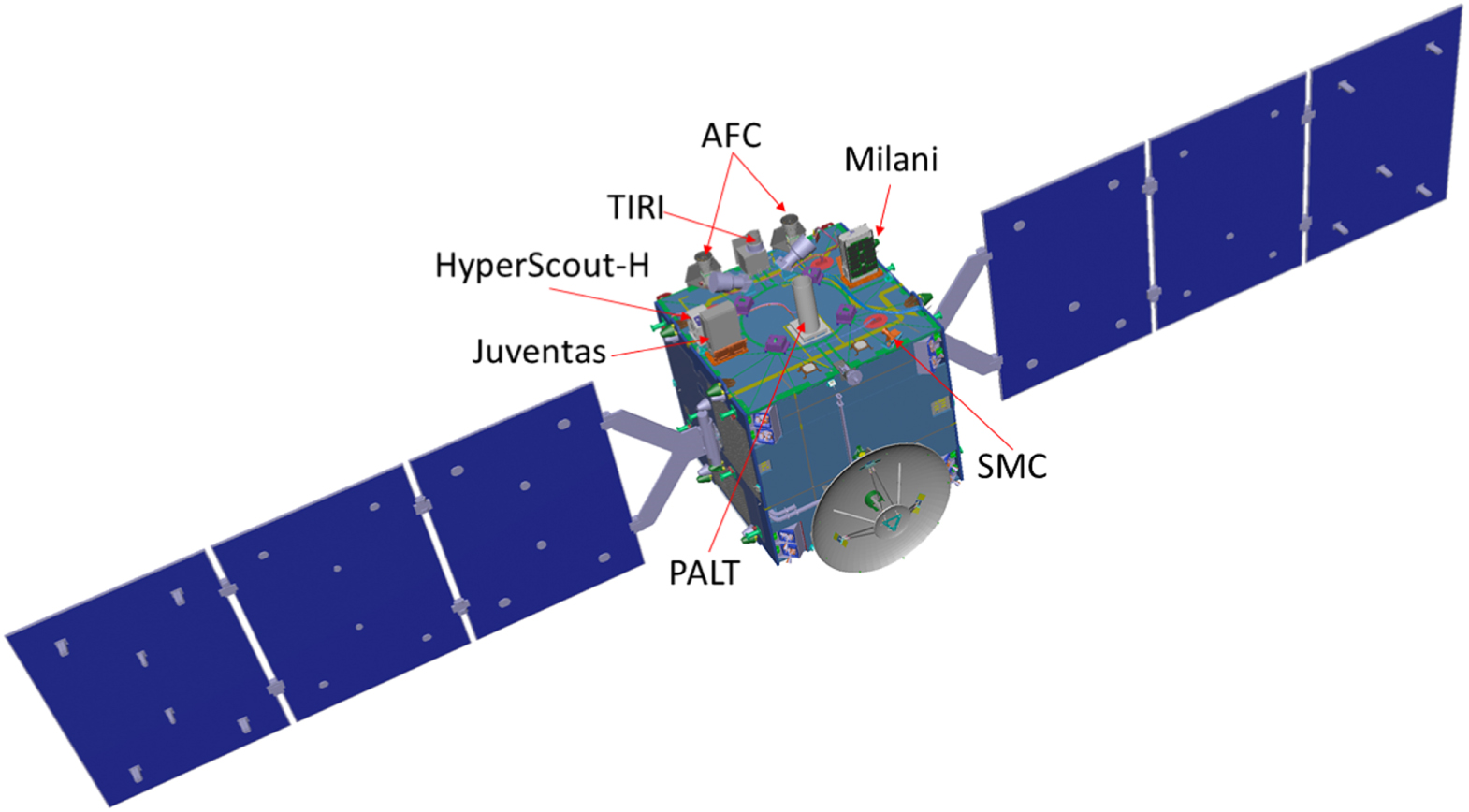
Schéma de la sonde spatiale dans l'espace (panneaux solaires déployés) montrant la position des différents instruments scientifiques et des deux CubeSats.

### Plateforme
La sonde spatiale Hera a la forme d'un cube de 1,6 × 1,6 × 1,7 mètre de côté. Sa masse  au lancement est de 1081 kg. Sa structure est constituée de panneaux en nid d'abeilles d'aluminium avec en son centre un cylindre en fibre de carbone dans lequel sont situés les réservoirs d'ergols. Son énergie électrique est fournie par deux ensembles de trois panneaux solaires orientables longs de cinq mètres qui produisant 800 watts au point de leur orbite le plus éloigné du Soleil. La superficie totale de ces panneaux est de 14 m2 et, une fois déployés dans l'espace, ils portent l'envergure de l'engin spatial à 11,5 mètres,,,.
Le satellite est stabilisé sur 3 axes. L'attitude est contrôlée par 4 roues de réactions et 16 petits moteurs-fusées d'une poussée unitaire de 10 newtons, qui sont placés par paire à chacun des coins de l'engin spatial et qui brûlent un mélange hypergolique d'hydrazine et de peroxyde d'azote. L"attitude est déterminée à l'aide des données fournies par une centrale à inertie, des viseurs d'étoiles et des capteurs solaires. Les corrections d'orbite durant le transit entre la Terre et Dydimos et une fois sur place sont réalisées par 6 moteurs-fusées aux caractéristiques similaires à ceux utilisés pour le contrôle de l'orientation. Ces moteurs sont regroupés en cercle sur une des faces de l'engin spatial.
Les télécommunications reposent sur une antenne parabolique grand gain de 1,13 mètre de diamètre et un faisceau de 0,5°. L'antenne n'étant pas mobile, son pointage vers la Terre est réalisé en faisant pivoter l'ensemble de l'engin spatial. Deux antennes faible gain omnidirectionnelles prennent en charge les communications, notamment lorsque la sonde spatiale, à la suite d'une anomalie de fonctionnement, est en mode survie et qu'elle ne maîtrise plus son orientation. Ces communications sont réalisées en bande X. Par ailleurs, une liaison inter-satellitaire en bande S permet, d'une part, les échanges de données et de commandes entre Hera et les deux nano-satellites et, d'autre part, de mesurer de manière précise la masse de Dydimos et Dimorphos en évaluant l'influence de leur champ gravitationnel sur la distance entre les trois engins spatiaux.
La navigation à l'approche de l'objectif et une fois sur place est assistée par deux caméras AFC (Asteroid Framing Cameras) et l'altimètre PALT (Planetary Altimeter).

### Instruments scientifiques embarqués
Les capteurs des instruments scientifiques embarqués à bord de Hera et des deux CubeSats sont tous installés sur une des faces de l'engin spatial (Asteroid Deck), qui est donc maintenue tournée vers la région de l'espace observée durant les phases de recueil de données scientifiques. La caméra compacte SMC (Spacecraft Monitoring Camera), qui est développée par la société italienne TSD-Space et qui dispose d'un capteur CMOS de quatre mégapixels, est utilisée pour disposer d'une vue sur cette face et permet d'observer le déploiement des deux CubeSats,.

#### Caméras AFC
Les instruments principaux de Hera sont les deux caméras AFC (Asteroid Framing Cameras), développées par la société JenaOptronik. Identiques et redondantes, elles disposent chacune d'un capteur panchromatique (noir et blanc) FaintStar de 1 020 × 1 020 pixels et sont équipées d'un téléobjectif. Le champ de vue est de 5,5 x 5,5° et elles fonctionnent en lumière visible. La résolution spatiale atteint un mètre à une distance de 10 kilomètres. Les images fournies par ces caméras sont utilisées pour préciser les caractéristiques physiques de la surface de l'astéroïde Didymos et de Dimorphos ainsi que du cratère créé par DART et de la zone d'atterrissage de Juventas,,.

#### Imageur hyperspectral Hyperscout-H
Hyperscout-H (Hyperspectral Imager) est un imageur hyperspectral qui doit fournir des images dans une plage spectrale comprise entre 400 et 1 000 nm (de l'ultraviolet au proche infrarouge en passant par le spectre visible). L'instrument fait ses observations dans 45 bandes spectrales distinctes. Il est développé par la société néerlandaise Cosine,,. Il s'agit d'une version spécifique développée pour Hera, différente de l'instrument Hyperscout standard développé pour équiper les nano-satellites.

#### Altimètre PALT
PALT (Planetary Altimeter) est un altimètre micro-lidar utilisant un laser émettant un rayon lumineux infrarouge à 1,5 micromètre. Sa trace au sol est d'un mètre à une altitude d'un kilomètre (soit un milliradian). La précision de la mesure d'altitude est de 0,5 mètre. Sa fréquence est de 10 hertz.

#### Imageur infrarouge thermique - TIRI
TIRI (Thermal InfraRed Imager) est un imageur fonctionnant dans l'infrarouge moyen qui est fourni par l'agence spatiale japonaise (JAXA). L'instrument est basé sur un instrument développé pour la sonde spatiale japonaise Hayabusa 2. La plage spectrale observée est comprise entre 7 et 14 micromètres et il dispose de 6 filtres. Son champ de vue est de 13,3 x 10,6°. La résolution spatiale est de 2,3 mètres à une distance de 10 kilomètres,,.

#### Radio science en bande X - X-DST
La masse des deux astéroïdes composant le système binaire, les caractéristiques de leur champ de gravité, leur vitesse de rotation et leurs orbites seront mesurées en utilisant les perturbations des ondes radio provoquées par l'effet Doppler. Les mesures portent sur les échanges radio entre Hera et les stations terriennes, ainsi qu'entre Hera et les CubeSats. Du fait de l'orbite basse sur lesquels circuleront les CubeSats, ces dernières mesures sont cruciales pour déterminer la gravité de Didymos,.
| Caractéristique                    | AFC             | Hyperscout-H              | PALT                         | TIRI                         |
| ---------------------------------- | --------------- | ------------------------- | ---------------------------- | ---------------------------- |
| Type                               | Imageur visible | Spectro-imageur           | Altimètre                    | Imageur infrarouge thermique |
| Masse (kg)                         | <1,5            | 5,5                       | 4,5                          | <4,4                         |
| Champ de vue (degrés)              | 5,5             | 15,5 x 8,3                | non-applicable               | 13,3 x 10                    |
| Résolution spatiale (microradians) | 94,1            | 133                       | 1000                         | 226                          |
| Bande spectrale (nanomètres)       | 420-850         | 400-1000                  |                              | 700-1400                     |
| Autres                             |                 | 25 bandes spectrales      | précision verticale : 0,5 m. | 6 filtres                    |
| Consommation électrique (Watts)    | <1,3            | 2,5 (moyenne) - 4,5 (pic) | <14,5                        | 20 (moyenne) - <30           |
| Masse                              | < 1,5           | 5,5                       | 2,5                          | > 3,5                        |
| Fournisseur                        | JenaOptronik    | Cosine                    | JenaOptronik                 | JAXA                         |

### Instruments à bord des deux nano-satellites
Deux nano-satellites de type CubeSat, baptisés Milani et Juventas, sont transportés par Hera et largués avant l'arrivée dans le système astéroïdal (65803) Didymos. Ils sont chargés d'effectuer des investigations qui viennent compléter celles de leur vaisseau porteur.
Les deux CubeSats sont construits autour d'une plateforme similaire. Ce sont des CubeSats 6U-XL d'une masse (ergols compris) d'environ 12 kilogrammes. Ils sont stabilisés sur 3 axes et disposent d'un système de propulsion à gaz froid. Ils communiquent avec le vaisseau mère en bande S. L'effet Doppler affectant les liaisons radio est utilisé pour mesurer les caractéristiques du champ de gravitation du système binaire. Ils disposent d'une caméra en lumière visible et de viseurs d'étoiles qui sont utilisés pour déterminer les variations dynamiques de Didymos. Enfin les deux CubeSats sont équipés d'accéléromètres qui seront utilisés pour déterminer les propriétés de la surface de Dimorphos si les CubeSats se posent à sa surface comme cela est envisagé à la fin de leur mission. Juventas est développé par la société GomSpace (Luxembourg) tandis que Milani est réalisé par Tyvak International (Italie),.

#### CubeSat Milani
Le CubeSat Milani a pour objectif de réaliser des images et de mesurer les caractéristiques de la poussière potentiellement présente autour de l'astéroïde binaire (65803) Didymos. Il doit cartographier les deux astéroïdes, caractériser leur surface, évaluer les effets de l'impact de DART, contribuer aux mesures du champ gravitationnel des astéroïdes et déterminer les caractéristiques des nuages de poussière potentiellement situés autour des astéroïdes. Son nom est un hommage à Andrea Milani Comparetti, mathématicien et astronome.
Pour remplir ces objectifs il emporte deux instruments, : 
- Le spectromètre imageur hyperspectral ASPECT est l'instrument principal. Il fonctionne en lumière visible et proche infrarouge (0,5 à 2,5 micromètres). Sa résolution spatiale est de deux mètres à dix kilomètres et sa résolution spectrale est inférieure à 40 nanomètres (20 nanomètres dans le visible). Il dispose en tout de 72 canaux ;
- Le thermogravimètre VISTA est chargé de détecter la poussière (5 à 10 micromètres), les volatiles (comme l'eau) et les matériaux organiques légers.

#### CubeSat Juventas
Les instruments du CubeSat Juventas doivent déterminer les caractéristiques géophysiques de Dimorphos avec une précision inégalée . Il doit cartographier son champ de gravité et déterminer sa structure interne ainsi que les caractéristiques de sa surface.
Pour remplir ces objectifs, il emporte les instruments suivants,, : 
- le radar JuRa fonctionnant dans le fréquence 50-70 MHz avec une résolution spatiale de 10 à 15 mètres. C'est le premier instrument à effectuer un sondage des couches internes d'un astéroïde. Il utilise deux antennes dipôles dont chaque branche mesure 1,5 mètre. Chaque séance de mesures peut durer jusqu'à 45 minutes. Il occupe un volume inférieur à 1U et sa masse est inférieure à 1 300 grammes ;
- le gravimètre GRASS dont la plage dynamique est de 5 × 10-4 et la sensibilité est de 5 × 10-7. Sa masse est inférieure à 380 grammes ;
- une caméra ;
- la liaison radio avec le vaisseau mère (mesure de l'effet Doppler).

## Segment sol
La déroulement de la mission spatiale repose sur plusieurs installations au sol :
- les opérations de la sonde spatiale Hera sont pilotées par le centre de contrôle ESOC situé à Darmstadt en Allemagne ;
- les trois stations terriennes équipées d'antennes paraboliques de 35 mètres du réseau ESTRACK situées à Cebreros (Espagne), Malargüe (Argentine) et New Norcia (Australie) sont chargées de la majorité des échanges de données entre la Terre et la sonde spatiale ;
- durant le lancement et l'insertion en orbite autour de Dydimos, les stations terriennes du réseau Deep Space Network de la NASA situées à Goldstone et Canberra fournissent un complément de couverture[51].

## Projets futurs de l'Agence spatiale européenne
L'exploration des petits corps du Système solaire (comètes, astéroïdes) constitue un domaine dans lequel l'Agence spatiale européenne excelle avec les missions Giotto lancée en 1985 et Rosetta lancée en 2004. Deux autres missions relevant de cette catégorie sont en cours d'évaluation ou de développement. RAMSES (Rapid Apophis Mission for Space Safety) doit se placer en orbite autour de l'astéroïde géocroiseur (99942) Apophis peu avant son survol de la Terre. Si son développement est approuvé fin 2025, la sonde spatiale sera lancée en 2028 et atteindra Apophis début 2029. Pour limiter le temps de développement, l'engin spatial est pour l'essentiel un clone de Hera ayant une plus grande capacité de manoeuvre (plus d'ergols) et moins d'instruments. La mission Comet Interceptor, qui a pour objectif d'étudier au cours d'un survol une comète dans son état d'origine, c'est-à-dire lors de son premier passage près du Soleil. Son développement est approuvé et son lancement est programmé pour 2029. Enfin l'Agence spatiale européenne développe M-ARGO (Miniaturised Asteroid Remote Geophysical Observer) qui a pour objectif de démontrer les capacités d'un nano-satellite affecté à une mission d'exploration du Système solaire. Ce CubeSat 12U, qui serait lancé vers 2026, doit se placer en orbite autour d'un astéroïde qu'il étudiera à l'aide d'une caméra et d'un altimètre.